# Volta ao Algarve 2008
La Volta ao Algarve 2008, trentaquattresima edizione della corsa, valevole come prova del circuito UCI Europe Tour 2008 categoria 2.1, si svolse in 5 tappe dal 20 al 24 febbraio 2008 per un percorso totale di 784,5 km, con partenza da Albufeira e arrivo a Portimão. Fu vinta dal belga Stijn Devolder della QuickStep, che si impose in 19 ore 42 minuti e 59 secondi alla media di 39,78 km/h.
A Portimão 134 ciclisti portarono a termine la volta.

## Tappe
| Tappa  | Data        | Percorso                                    | km    | Vincitore di tappa | Leader cl. generale |
| ------ | ----------- | ------------------------------------------- | ----- | ------------------ | ------------------- |
| 1ª     | 20 febbraio | Albufeira > Faro                            | 164,4 | Robert Förster     | Robert Förster      |
| 2ª     | 21 febbraio | Lagoa > Lagos                               | 189,5 | Tomas Vaitkus      | Robert Förster      |
| 3ª     | 22 febbraio | Vila Real de Santo António > Alto Do Malhão | 207,7 | Robert Förster     | Robert Förster      |
| 4ª     | 23 febbraio | Castro Marim > Tavira (Cron. individuale)   | 29,4  | Stijn Devolder     | Stijn Devolder      |
| 5ª     | 24 febbraio | Vila do Bispo > Portimão                    | 193,5 | Bernhard Eisel     | Stijn Devolder      |
| Totale | Totale      | Totale                                      | 784,5 |                    |                     |

## Squadre e corridori partecipanti
| N.      | Cod. | Squadra                          |
| ------- | ---- | -------------------------------- |
| 1-8     | MRM  | Team Milram                      |
| 11-18   | AST  | Astana                           |
| 21-28   | COF  | Cofidis, le Crédit par Téléphone |
| 31-38   | FDJ  | Française des Jeux               |
| 41-48   | GST  | Team Gerolsteiner                |
| 51-58   | THR  | Team High Road                   |
| 61-68   | QST  | Quick Step                       |
| 71-78   | SIL  | Silence-Lotto                    |
| 81-88   | SLB  | Benfica                          |
| 91-98   | BAR  | Barloworld                       |
| 101-108 | COS  | Cycle Collstrop                  |
| 111-118 | MIT  | Mitsubishi-Jartazi               |

| N.      | Cod. | Squadra                     |
| ------- | ---- | --------------------------- |
| 121-128 | PSK  | PSK Whirlpool-Author        |
| 131-138 | TSV  | Topsport Vlaanderen         |
| 141-148 | BSP  | Barbot-Siper                |
| 151-158 | CCL  | C. C. de Loulé-Louletano    |
| 161-168 | FRM  | Fercase-Rota Dos Mòvies     |
| 171-178 | POV  | LA Aluminos-MSS             |
| 181-188 | LSE  | Liberty Seguros Continental |
| 191-198 | MAD  | Madeinox-Boavista           |
| 201-208 | PRT  | Palmeiras Resort-Tavira     |
| 211-218 | SKT  | Sean Kelly Team             |
| 221-228 | RB3  | Rabobank Continental        |

## Dettagli delle tappe

### 1ª tappa
- 20 febbraio: Albufeira > Faro – 164,4 km

Risultati
| Pos. | Corridore      | Squadra      | Tempo    |
| ---- | -------------- | ------------ | -------- |
| 1    | Robert Förster | Gerolsteiner | 4h17'30" |
| 2    | Tomas Vaitkus  | Astana Team  | a 1"     |
| 3    | Erik Zabel     | Team Milram  | s.t.     |

| Pos. | Corridore      | Squadra      | Tempo    |
| ---- | -------------- | ------------ | -------- |
| 1    | Robert Förster | Gerolsteiner | 4h17'20" |
| 2    | Tomas Vaitkus  | Astana Team  | a 5"     |
| 3    | Antonio Cosme  | Madeinox     | a 6"     |

### 2ª tappa
- 21 febbraio: Lagoa > Lagos – 189,5 km

Risultati
| Pos. | Corridore      | Squadra      | Tempo    |
| ---- | -------------- | ------------ | -------- |
| 1    | Tomas Vaitkus  | Astana Team  | 4h32'18" |
| 2    | Robert Förster | Gerolsteiner | a 4"     |
| 3    | Björn Schröder | Milram       | a 6"     |

| Pos. | Corridore      | Squadra      | Tempo    |
| ---- | -------------- | ------------ | -------- |
| 1    | Robert Förster | Gerolsteiner | 8h49'32" |
| 2    | Tomas Vaitkus  | Astana Team  | a 1"     |
| 3    | Antonio Cosme  | Madeinox     | a 10"    |

### 3ª tappa
- 22 febbraio: Vila Real de Santo António > Alto Do Malhão – 207,7 km

Risultati
| Pos. | Corridore        | Squadra         | Tempo    |
| ---- | ---------------- | --------------- | -------- |
| 1    | Robert Förster   | Gerolsteiner    | 5h27'41" |
| 2    | Jürgen Roelandts | Silence-Lotto   | s.t.     |
| 3    | Lilian Jégou     | Franç. des Jeux | s.t.     |

| Pos. | Corridore        | Squadra       | Tempo     |
| ---- | ---------------- | ------------- | --------- |
| 1    | Robert Förster   | Gerolsteiner  | 14h17'03" |
| 2    | Tomas Vaitkus    | Astana Team   | a 11"     |
| 3    | Jürgen Roelandts | Silence-Lotto | a 21"     |

### 4ª tappa
- 23 febbraio: Castro Marim > Tavira Cronometro individuale – 29,4 km

Risultati
| Pos. | Corridore        | Squadra         | Tempo  |
| ---- | ---------------- | --------------- | ------ |
| 1    | Stijn Devolder   | QuickStep       | 35'33" |
| 2    | Sylvain Chavanel | Cofidis         | a 22"  |
| 3    | Héctor Guerra    | Liberty Seguros | a 33"  |

| Pos. | Corridore        | Squadra     | Tempo     |
| ---- | ---------------- | ----------- | --------- |
| 1    | Stijn Devolder   | QuickStep   | 14'53'03" |
| 2    | Sylvain Chavanel | Cofidis     | a 22"     |
| 3    | Tomas Vaitkus    | Astana Team | a 32"     |

### 5ª tappa
- 24 febbraio: Vila do Bispo > Portimão – 193,5 km

Risultati
| Pos. | Corridore       | Squadra      | Tempo    |
| ---- | --------------- | ------------ | -------- |
| 1    | Bernhard Eisel  | High Road    | 4'49'36" |
| 2    | Rui Costa       | Benfica      | a 3"     |
| 3    | Celestino Pinho | Barbot-Siper | s.t.     |

| Pos. | Corridore        | Squadra     | Tempo     |
| ---- | ---------------- | ----------- | --------- |
| 1    | Stijn Devolder   | QuickStep   | 19'42'59" |
| 2    | Sylvain Chavanel | Cofidis     | a 22"     |
| 3    | Tomas Vaitkus    | Astana Team | a 32"     |

## Evoluzione delle classifiche
| Tappa              | Vincitore          | Classifica generale | Classifica scalatori | Classifica a punti | Classifica sprint | Classifica combinata | Classifica a squadre |
| ------------------ | ------------------ | ------------------- | -------------------- | ------------------ | ----------------- | -------------------- | -------------------- |
| 1ª                 | Robert Förster     | Robert Förster      | Antonio Cosme        | Robert Förster     | Antonio Cosme     | Antonio Cosme        | Team Gerolsteiner    |
| 2ª                 | Tomas Vaitkus      | Robert Förster      | Antonio Cosme        | Robert Förster     | Antonio Cosme     | Antonio Cosme        | Team Gerolsteiner    |
| 3ª                 | Robert Förster     | Robert Förster      | Krassimir Vasilev    | Robert Förster     | Antonio Cosme     | Maarten Neyens       | Team Gerolsteiner    |
| 4ª                 | Stijn Devolder     | Stijn Devolder      | Krassimir Vasilev    | Robert Förster     | Antonio Cosme     | Maarten Neyens       | Astana               |
| 5ª                 | Bernhard Eisel     | Stijn Devolder      | Krassimir Vasilev    | Robert Förster     | Antonio Cosme     | Staf Scheirlinckx    | Astana               |
| Classifiche finali | Classifiche finali | Stijn Devolder      | Krassimir Vasilev    | Robert Förster     | Antonio Cosme     | Staf Scheirlinckx    | Astana               |

## Classifiche finali

### Classifica generale
| Pos. | Corridore        | Squadra       | Tempo     |
| ---- | ---------------- | ------------- | --------- |
| 1    | Stijn Devolder   | QuickStep     | 19h42'59" |
| 2    | Sylvain Chavanel | Cofidis       | a 22"     |
| 3    | Tomas Vaitkus    | Astana Team   | a 32"     |
| 4    | Héctor Guerra    | Liberty Seg.  | a 33"     |
| 5    | Martín Garrido   | Palmeiras     | a 1'03"   |
| 6    | Jürgen Roelandts | Silence-Lotto | a 1'05"   |
| 7    | Pedro Romero     | LA Aluminos   | a 1'06"   |
| 8    | Andreas Klöden   | Astana Team   | a 1'07"   |
| 9    | Rubén Plaza      | Benfica       | a 1'13"   |
| 10   | Markus Fothen    | Gerolsteiner  | a 1'18"   |

### Classifica a punti
| Pos. | Corridore        | Squadra       | Punti |
| ---- | ---------------- | ------------- | ----- |
| 1    | Robert Förster   | Gerolsteiner  | 70    |
| 2    | Tomas Vaitkus    | Astana Team   | 45    |
| 3    | Bernhard Eisel   | High Road     | 33    |
| 4    | Celestino Pinho  | Barbot-Siper  | 21    |
| 5    | Jürgen Roelandts | Silence-Lotto | 20    |

### Classifica scalatori
| Pos. | Corridore         | Squadra       | Punti |
| ---- | ----------------- | ------------- | ----- |
| 1    | Krassimir Vasilev | Palmeiras     | 26    |
| 2    | Antonio Cosme     | Madeinox      | 19    |
| 3    | Celestino Pinho   | Barbot-Siper  | 11    |
| 4    | Preben Van Hecke  | Topsport Vl.  | 10    |
| 5    | Joaquin Gregorio  | C.C. de Loulé | 10    |

### Classifica sprint
| Pos. | Corridore           | Squadra      | Punti |
| ---- | ------------------- | ------------ | ----- |
| 1    | Antonio Cosme       | Madeinox     | 11    |
| 2    | Celestino Pinho     | Barbot-Siper | 5     |
| 3    | Staf Scheirlinckx   | Cofidis      | 3     |
| 4    | Constantino Zaballa | LA Aluminos  | 3     |
| 5    | Krassimir Vasilev   | Palmeiras    | 2     |

### Classifica combinata
| Pos. | Corridore           | Squadra      | Punti |
| ---- | ------------------- | ------------ | ----- |
| 1    | Staf Scheirlinckx   | Cofidis      | 3     |
| 2    | Constantino Zaballa | LA Aluminos  | 5     |
| 3    | Celestino Pinho     | Barbot-Siper | 3     |
| 4    | Krassimir Vasilev   | Palmeiras    | 3     |
| 5    | Koldo Gil           | Liberty Seg. | 2     |

### Classifica a squadre
| Pos. | Squadra                     | Tempo     |
| ---- | --------------------------- | --------- |
| 1    | Astana Team                 | 57h12'54" |
| 2    | Palmeiras Resort-Tavira     | a 18"     |
| 3    | Cofidis                     | a 1'03"   |
| 4    | QuickStep                   | a 1'14"   |
| 5    | Liberty Seguros Continental | a 1'51"   |